# البيدخ
البيدخ هو نهر من أنهار الجنة يُغمس فيه الشهداء.
(حديث موقوف) عن أبي نعيم قال: حَدَّثَنَا أَبُو مُحَمَّدِ بْنُ حَيَّانَ، ثنا عَبْدُ اللَّهِ بْنُ مُحَمَّدِ بْنِ عَبْدِ الْكَرِيمِ، ثنا أَبُو زُرْعَةَ، ثنا عَبْدُ الْعَزِيزِ بْنُ عِمْرَانَ، ثنا ابْنُ وَهْبٍ، أَخْبَرَنِي سَعِيدُ بْنُ أَبِي أَيُّوبَ، عَنْ عُقَيْلٍ، عَنِ ابْنِ شِهَابٍ، عَنِ ابْنِ عَبَّاسٍ، قَالَ: إِنَّ فِي الْجَنَّةِ نَهْرًا يُسَمَّى الْبَيْدَخُ عَلَيْهِ قِبَابٌ مِنْ يَاقُوتٍ تَحْتَهُ جِوَارٍ نَابِتَاتٌ يَتَغَنَّيْنَ بالْقُرْآنِ، يَقُولُ أَهْلُ الْجَنَّةِ: اذْهَبُوا بِنَا إِلَى الْبَيْدَخِ، فَإِذَا جَاءُوا يَتَصَفَّحُونَ تِلْكَ الْجَوَارِي، فَإِذَا هَوَى أَحَدُهُمْ مِنَ الْجَوَارِي شَيْئًا، وَضَعَ يَدَهُ عَلَى مِعْصَمِهَا فَاتَّبَعَتْهُ، وَنَبَتَ مَكَانَهَا أُخْرَى
وفي مسند الإمام أحمد قال: حَدَّثَنَا عَفَّانُ، حَدَّثَنَا سُلَيْمَانُ، عَنْ ثَابِتٍ، عَنْ أنس بْنِ مالك ، قَالَ:«كَانَ رَسُولُ اللَّهِ صَلَّى اللهُ عَلَيْهِ وَسَلَّمَ يُعْجِبُهُ الرُّؤْيَا الْحَسَنَةُ، فَرُبَّمَا قَالَ: «رَأَى أَحَدٌ مِنْكُمْ رُؤْيَا»، فَإِذَا رَأَى الرَّجُلُ الرُّؤْيَا الَّذِي لَا يَعْرِفُهُ رَسُولُ اللَّهِ صَلَّى اللهُ عَلَيْهِ وَسَلَّمَ، سَأَلَ عَنْهُ، فَإِنْ كَانَ لَيْسَ بِهِ بَأْسٌ، كَانَ أَعْجَبَ لِرُؤْيَاهُ إِلَيْهِ، فَجَاءَتِ امْرَأَةٌ، فَقَالَتْ: يَا رَسُولَ اللَّهِ، رَأَيْتُ كَأَنِّي دَخَلْتُ الْجَنَّةَ، فَسَمِعْتُ وَجْبَةً ارْتَجَّتْ لَهَا الْجَنَّةُ، فُلَانُ بْنُ فُلَانٍ، وَفُلَانُ بْنُ فُلَانٍ، حَتَّى عَدَّتْ اثْنَيْ عَشَرَ رَجُلًا، فَجِيءَ بِهِمْ عَلَيْهِمْ ثِيَابٌ طُلْسٌ، تَشْخَبُ أَوْدَاجُهُمْ دَمًا، فَقِيلَ: اذْهَبُوا بِهِمْ إِلَى نَهَرِ الْبَيْدَخِ أَوِ الْبَيْدَحِ فَغُمِسُوا فِيهِ، فَخَرَجُوا مِنْهُ وُجُوهُهُمْ مِثْلُ الْقَمَرِ لَيْلَةَ الْبَدْرِ، ثُمَّ أُتُوا بِكَرَاسِيَّ مِنْ ذَهَبٍ، فَقَعَدُوا عَلَيْهَا، وَأُتُوا بِصَحْفَةٍ فَأَكَلُوا مِنْهَا، فَمَا يَقْلِبُونَهَا لِشِقٍّ إِلَّا أَكَلُوا فَاكِهَةً مَا أَرَادُوا. وَجَاءَ الْبَشِيرُ مِنْ تِلْكَ السَّرِيَّةِ، فَقَالَ: كَانَ مِنْ أَمْرِنَا كَذَا وَكَذَا، وَأُصِيبَ فُلَانٌ وَفُلَانٌ حَتَّى عَدَّ اثْنَيْ عَشَرَ رَجُلًا الَّذِينَ عَدَّتِ الْمَرْأَةُ، فَقَالَ رَسُولُ اللَّهِ صَلَّى اللهُ عَلَيْهِ وَسَلَّمَ: «عَلَيَّ بِالْمَرْأَةِ»، فَجَاءَتْ قَالَ: «قُصِّي عَلَى هَذَا رُؤْيَاكِ»، فَقَصَّتْ، فَقَالَ: هُوَ كَمَا قَالَتْ».